# John Scott Anderson
John Scott Anderson, född den 31 mars 1954, är en australisk seglare.
Han tog OS-brons i tornado i samband med de olympiska seglingstävlingarna 1984 i Los Angeles.